# 동산도기박물관
동산도기박물관（東山陶器博物館）은 대전광역시에 있는 사립 박물관이다.

## 연혁
- 1997. 03. 01 동산도기박물관 개관
- 1997. 06. 04 박물관 등록(문화체육부 제105호)
- 2000. 10 전통화로 특별전
- 2001. 06 뚜껑없는 주전자 이재황展
- 2001. 09 질그릇, 그 살결과 숨결展
- 2002. 06 새로운 발견, 우리 옛 돌조각展
- 2003. 08 유기, 시선을 두다展
- 2004. 04. 08 경력인정대상기관(국립중앙박물관)
- 2004. 08 조선사발 특별전
- 2005. 06 조선시대 석간주의 美色 展
- 2005. 10 홈페이지 구축
- 2006. 07. 13 민속생활사박물관 협력기관(국립민속박물관)
- 2006. 08 거머기 그릇, 시간을 넘어서展
- 2006. 10 조선 분청사기와 백자展
- 2006. 10 홈페이지 리뉴얼
- 2007. 05. 21 국무총리 표창 수장(박물관의 날)
- 2007. 08 철화분청사기에 담긴 혼(魂)그리고 힘(力)展
- 2007. 10 문자향서권기(文字香 書卷氣) - 한국의 옛 책展
- 2008. 05 전통 도자기의 흐름展
- 2008. 07 ‘陶ㆍ畵 - 도기(陶器)와 수묵화(水墨畵)의 어울림’展
- 2008. 10 ‘아, 항아리 - 꿈과 희망을 채우다’展